# Mittelhochdeutsche Sprache
Als mittelhochdeutsche Sprache oder Mittelhochdeutsch (Abkürzung Mhd.) bezeichnet man sprachhistorisch jene Sprachstufe des Deutschen, die in verschiedenen Varietäten zwischen 1050 und 1350 im ober- und mitteldeutschen Raum gesprochen wurde. Damit entspricht diese Zeitspanne in etwa dem Hochmittelalter.
Indes beschreibt das Lexem mittel- keine geografisch definierte Sprachregion – wie es beispielsweise in mitteldeutsch der Fall ist –, sondern es betitelt chronologisch die mittlere Sprachstufe des Deutschen, die zwischen Alt- und Neuhochdeutsch anzusiedeln ist.
Im engeren Sinn bezeichnet Mittelhochdeutsch die Sprache der höfischen Literatur zur Zeit der Staufer. Für diese Dichtersprache des 13. Jahrhunderts wurde im 19. Jahrhundert im Nachhinein eine vereinheitlichende Orthographie geschaffen, das normalisierte „Mittelhochdeutsch“, in dem seither viele Neuausgaben der alten Texte geschrieben worden sind. Wenn von Merkmalen des Mittelhochdeutschen die Rede ist, dann ist normalerweise diese Sprachform gemeint.

## Das Mittelhochdeutsche als ältere Sprachstufe des Deutschen

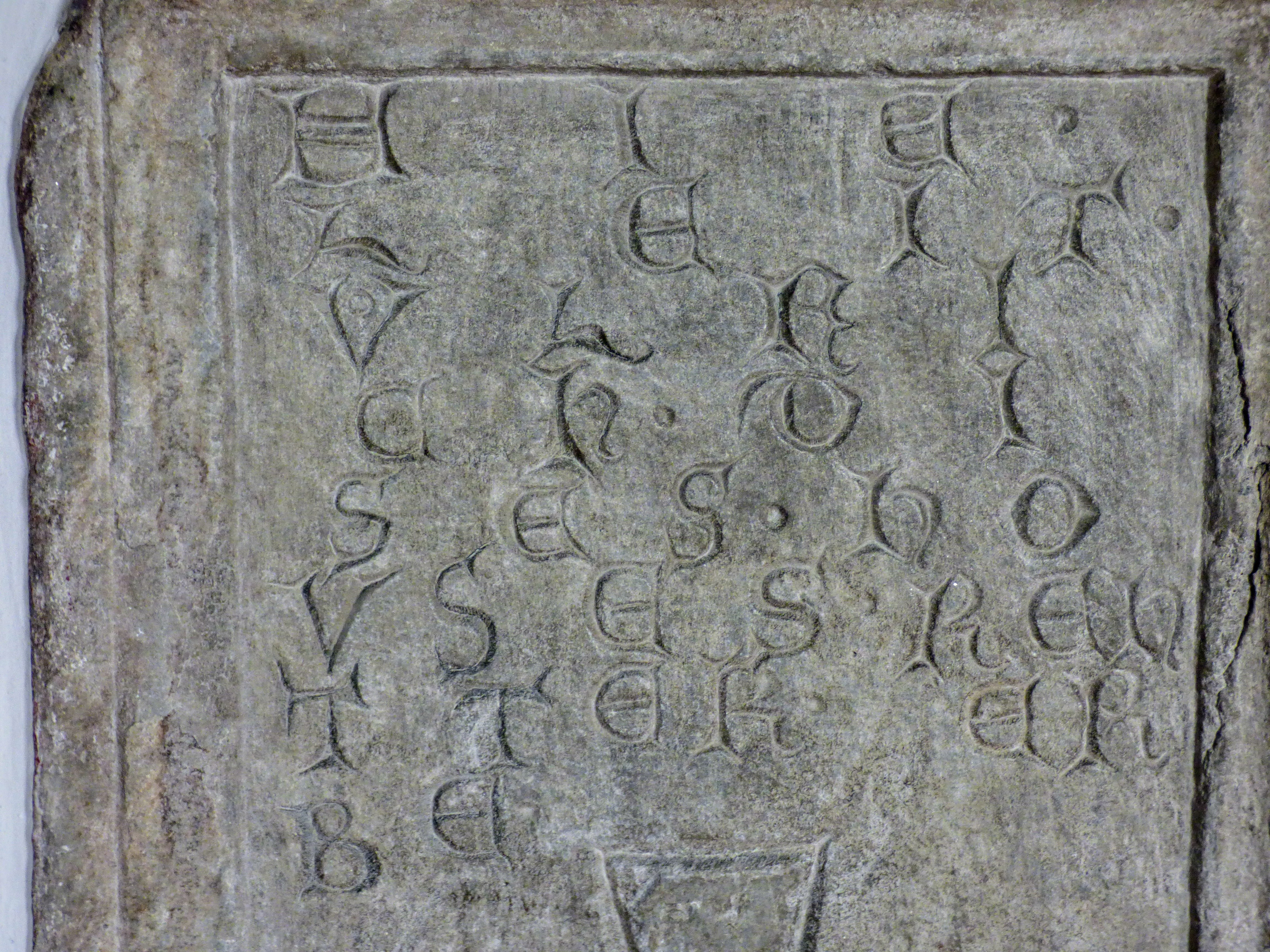
Ältester bekannter Grabstein mit deutscher Inschrift, Frauenburg in der Steiermark, um 1280: HIE. LEIT. ULRI CH. DI SES. HO USES. REH TTER. ER
BE

Das Mittelhochdeutsche als ältere Sprachstufe des Deutschen liegt in einer Vielzahl regionaler Sprachvarietäten vor.
Dem Mittelhochdeutschen ging das Althochdeutsche (Ahd., etwa 750 bis 1050, Frühmittelalter) voraus. Von diesem unterscheidet es sich insbesondere durch die Neben- und Endsilbenabschwächung. Vom Althochdeutschen zum Mittelhochdeutschen gab es keine schriftliche Kontinuität. Da im 10. und 11. Jahrhundert fast ausschließlich Latein geschrieben wurde, setzte die Verschriftlichung des Deutschen mit dem Mittelhochdeutschen erst wieder neu ein. Dadurch erklären sich die besonders in den früheren mittelhochdeutschen Schriften des 12. Jahrhunderts recht unterschiedlichen Schreibungen.
Für die Zeit von etwa 1350 bis 1650 (etwa das Spätmittelalter bis Frühe Neuzeit) spricht man von Frühneuhochdeutsch (Frnhd., Fnhd.). Doch muss diese Abgrenzung in den verschiedenen Sprachregionen unterschiedlich getroffen werden, denn wo die neuhochdeutschen Sprachmerkmale nicht in den Dialekten verankert waren, wurde länger an älteren Sprachformen festgehalten. So hat sich beispielsweise in der Deutschschweiz das Frühneuhochdeutsche erst im späten 15. Jahrhundert durchgesetzt.
Neben der neuhochdeutschen Sprache ging aus dem Mittelhochdeutschen auch die jiddische Sprache hervor.

### Zeitliche Einordnung
Als mittelhochdeutsch werden alle Texte in einem hochdeutschen Idiom aus der Zeit von ungefähr 1050 bis 1350 bezeichnet. Der Beginn des Mittelhochdeutschen wird in der historischen Linguistik sehr einheitlich um das Jahr 1050 festgelegt, da ab dieser Zeit einige sprachliche Veränderungen gegenüber den althochdeutschen Varietäten erkennbar sind, besonders im Phonemsystem, aber auch in der Grammatik.
Das Ende der mittelhochdeutschen Epoche ist umstritten, da die Forscher des 19. Jahrhunderts mit diesem Begriff jegliche Texte bis zur Zeit Martin Luthers (um 1500) bezeichneten. Eine solche Abgrenzung ist in etwa in älterer Fachliteratur zu finden. Diese Einteilung geht hauptsächlich auf die Brüder Grimm zurück. Heute verwendet man den Begriff Mittelhochdeutsch noch für Texte, die bis um das Jahr 1350 entstanden sind, und spricht danach von Frühneuhochdeutsch.
Die folgende Gliederung der mittelhochdeutschen Epoche basiert hauptsächlich auf literaturhistorischen, also sprachexternen und auf den Inhalt bezogenen Kriterien. Es gibt jedoch auch eine Abweichung und Entwicklung in der Grammatik, der Wortbedeutung und im Schreibstil, die diese Einteilung rechtfertigen.
- Frühmittelhochdeutsch (1050–1170)
- klassisches Mittelhochdeutsch (1170–1250)
- Spätmittelhochdeutsch (1250–1350)

In den meisten Darstellungen wird vorwiegend das klassische Mittelhochdeutsch behandelt, welches die Sprache von Hartmann von Aue, Wolfram von Eschenbach, Gottfried von Straßburg und von Walther von der Vogelweide war.

### Räumliche Gliederung
Das Mittelhochdeutsche war in sich keine einheitliche Schriftsprache; vielmehr gab es unterschiedliche Schreibformen und Schreibtraditionen in den verschiedenen hochdeutschen Regionen. Die regionale Gliederung des Mittelhochdeutschen deckt sich oft mit den rezenten dialektalen Großräumen und Aussprache-Isoglossen, jedoch haben sich diese Dialektgrenzen seit dem Mittelalter auch verschoben. Beispielsweise ging die Ausdehnung des Niederdeutschen, dessen schriftliche Relikte nicht als Teil der mittelhochdeutschen Literatur gesehen werden, deutlich weiter in den Süden, als es heute der Fall ist.
Die Entstehungsregion der mittelhochdeutschen Texte ist meist an unterschiedlichen Lautformen und am Vokabular, aber auch durch unterschiedliche grammatikalische Formen erkennbar, und darauf basierend teilt die Germanistik das Mittelhochdeutsche in folgende Varietäten. Diese Gliederung basiert auf der Arbeit von Hermann Paul (1846–1921) und ist bis heute nicht vollständig befriedigend. Vor allem ist nicht endgültig untersucht worden, welcher Text exakt welcher Region zuzuordnen ist, da auch viele Texte von unterschiedlichen Autoren verfasst wurden. (Folgende Tabelle zitiert aus Wilhelm Schmidt: Geschichte der deutschen Sprache. 10. Auflage. 2007, S. 276.):
Oberdeutsch
- Alemannisch
  - Süd- oder Hochalemannisch (heute Schweiz und Südbaden)
  - Niederalemannisch oder Oberrheinisch (Elsass, Süden von Baden-Württemberg, Vorarlberg)
  - Nordalemannisch oder Schwäbisch (in Württemberg, Hohenzollern und im bayerischen Schwaben)
- Bairisch
  - Nordbairisch (bis in den Nürnberger Raum, Oberpfalz, südliches Vogtland)
  - Mittelbairisch (Nieder- und Oberbayern, Nieder- und Oberösterreich, Wien und Salzburg)
  - Südbairisch (Tirol, Kärnten, Steiermark)
- Ostfränkisch (bayerisches Franken, Südthüringen, Südwestsachsen, Teil von Baden-Württemberg)
- Südrheinfränkisch (nördliches Baden, Teile von Nordwürttemberg)

Mitteldeutsch
- Westmitteldeutsch
  - Mittelfränkisch (Rheinland von Düsseldorf bis Trier, nordwestlicher Teil von Hessen, Nordwesten von Lothringen inklusive Ripuarisch (um Köln) und Moselfränkisch (um Trier)).
  - Rheinfränkisch (südlicher Teil des Rheinlands, Teil von Lothringen, Hessen, Teil des bayerischen Franken, Teil Württembergs und Badens, Rheinpfalz und Nordrand des Elsass)
- Ostmitteldeutsch
  - Thüringisch
  - Obersächsisch mit Nordböhmisch*
  - Schlesisch mit Lausitzisch*
  - Hochpreußisch (südlicher Teil des Ermlands)*

Die mit (*) markierten letzten drei regionalen Varietäten des Mittelhochdeutschen bildeten sich erst in dieser Zeit in Gegenden, die davor slawischsprachig waren (siehe Kolonialdialekte).

## Das Mittelhochdeutsche als Sprache der staufischen höfischen Literatur
Die Herrschaft der Staufer schuf die Voraussetzung dafür, dass sich etwa von 1150 bis 1250 in der höfischen Literatur eine überregionale Dichter- und Literatursprache herausbildete. Diese Sprache beruhte auf schwäbischen und ostfränkischen Dialekten. Mit dem Niedergang der Staufer verschwand auch diese relativ einheitliche überregionale Sprachform.
Diese Sprache ist normalerweise gemeint, wenn von Merkmalen des Mittelhochdeutschen die Rede ist. Allerdings ist es nicht so, dass sich das Neuhochdeutsche aus diesem Mittelhochdeutschen im engeren Sinn entwickelt hätte. Es ist also höchstens begrenzt eine ältere Sprachstufe des Neuhochdeutschen. So gab es schon zu jener Zeit Dialekte, welche typische Lautmerkmale des Neuhochdeutschen aufwiesen. Bereits aus dem 12. Jahrhundert sind kärntnerische Urkunden überliefert, in denen die neuhochdeutsche Diphthongierung auftritt. Umgekehrt werden noch heute Dialekte mit typischen Lautmerkmalen des Mittelhochdeutschen im engeren Sinn gesprochen. So haben viele alemannische Dialekte die mittelhochdeutschen Monophthonge und Diphthonge bewahrt.

### Die Frage einer Hochsprache
Das Mittelhochdeutsche der staufischen höfischen Dichtung war keine Standardsprache im heutigen Sinn, denn es gab keine Standardisierung von Orthografie oder Wortschatz. Es hatte aber eine überregionale Geltung. Das lässt sich daran erkennen, dass es auch von Dichtern verwendet wurde, die aus anderen Dialektgebieten stammten, beispielsweise von Heinrich von Veldeke oder von Albrecht von Halberstadt, dass einzelne Dichter im Laufe ihres Lebens immer mehr Regionalismen aus ihren Werken tilgten und dass sich aufgrund sprachlicher Merkmale die Herkunft der Dichter oft nur sehr ungenau ausmachen lässt, während Dialektmerkmale eine sehr genaue Verortung der sprachlichen Herkunft ermöglichen würden.

### Geltungsbereich
Der Geltungsbereich des Mittelhochdeutschen der staufischen höfischen Literatur beschränkte sich auf die höfische Literatur, die während der Zeit der Staufer ihre große Blüte hatte und sich an den Adel richtete. Gebrauchssprachliche Textgattungen, in denen eine überregionale Verständlichkeit weniger wichtig war als eine möglichst breite Verständlichkeit durch alle sozialen Schichten, verwendeten regionale Sprachformen (Rechtstexte, Sachliteratur, Chroniken, religiöse Literatur usw.). Eine breite Überlieferung derartiger Textsorten setzt erst im 13. Jahrhundert ein, da zuvor solche Texte meist in Latein geschrieben wurden.
Die Werke der staufischen höfischen Dichtung gehören zu den bekanntesten mittelhochdeutschen, beispielsweise das Nibelungenlied, der deutsche Lucidarius, der Parzival Wolframs von Eschenbach, der Tristan Gottfrieds von Straßburg, die Gedichte Walthers von der Vogelweide sowie als Gattung Minnesang.

## Das normalisierte Mittelhochdeutsch
Für die Textausgaben der wichtigen mittelhochdeutschen Dichtungen, für Wörterbücher und Grammatiken wird heute das im Wesentlichen auf Karl Lachmann zurückgehende normalisierte Mittelhochdeutsch verwendet, das im Grundsatz die Formen der staufischen höfischen Literatur verwendet, aber die oft vielfältigen Schreibungen der damaligen sprachlichen Realität nicht wiedergibt.

### Aussprache
Die Betonung eines Worts liegt stets auf der ersten Haupttonsilbe. Vokale mit einem Zirkumflex (ˆ) – in anderer Orthographie mit einem Makron (¯) – werden lang gesprochen, Vokale ohne Zirkumflex werden kurz gesprochen. Aufeinanderfolgende Vokale werden getrennt betont.

#### Konsonanten
|               | bilabial | bilabial | labio- dental | labio- dental | denti- alveolar | denti- alveolar | alveolar | alveolar | palato- alveolar | palato- alveolar | palatal | palatal | velar | velar | uvular | uvular | glottal | glottal |
| ------------- | -------- | -------- | ------------- | ------------- | --------------- | --------------- | -------- | -------- | ---------------- | ---------------- | ------- | ------- | ----- | ----- | ------ | ------ | ------- | ------- |
| stl.          | sth.     | stl.     | sth.          | stl.          | sth.            | stl.            | sth.     | stl.     | sth.             | stl.             | sth.    | stl.    | sth.  | stl.  | sth.   | stl.   | sth.    |         |
| Affrikaten    | p͡f       |          |               |               |                 |                 | t͡s̪       |          |                  |                  |         |         | k͡x    |       |        |        |         |         |
| Plosive       | p        | b        |               |               |                 |                 | t        | d        |                  |                  |         |         | k     | g     |        |        |         |         |
| Nasale        |          | m        |               |               |                 |                 |          | n        |                  |                  |         |         |       | ŋ     |        |        |         |         |
| Vibranten     |          |          |               |               |                 |                 |          | r        |                  |                  |         |         |       |       |        | ʀ      |         |         |
| Frikative     |          |          | f             | v             | s̪               |                 | s̠̺        | z̠̺        | ʃ                |                  | ç       | ʝ       | x     | ɣ     | χ      |        | h       |         |
| Laterale      |          |          |               |               |                 |                 |          | l        |                  |                  |         |         |       |       |        |        |         |         |
| Approximanten |          |          |               |               |                 |                 |          |          |                  |                  |         | j       |       | w     |        |        |         |         |

Das Mittelhochdeutsche unterschied in der Schrift drei verschiedene Sibilanten: erstens das in der zweiten hochdeutschen Lautverschiebung entstandene z, das auf germanisches t zurückging und zur Unterscheidung von der Affrikate z [t͡s̪] auch ȥ oder ʒ geschrieben wurde, beispielsweise in ezzen, daz, grôz; zweitens das auf germanisches s zurückgehende s, beispielsweise in sunne, stein, kuss, kirse, slîchen und drittens das auf germanisches sk zurückgehende sch oder sc, beispielsweise in schrîben, schære, diutisch. Diese unterscheiden sich vor allem durch den Artikulationsort. Eine dem Mittelhochdeutschen sehr ähnliche Differenzierung findet sich heute im Baskischen.
Das s wird früh- und normalmittelhochdeutsch als stimmloser retrahierter apiko-alveolarer Frikativ [s̠̺] gesprochen, wenn es geminiert ist, im Wortauslaut oder vor einem Konsonanten steht, außer bei sch und sc. Vor Vokalen wird s früh- und normalmittelhochdeutsch als stimmhafter retrahierter apiko-alveolarer Frikativ [z̠̺] gesprochen. Die retrahierten Sibilanten [s̠̺] und [z̠̺] werden im Gegensatz zum Neuhochdeutschen [s] ⟨ß⟩ und [z] ⟨s⟩ mit Tendenz zum sch bzw. j wie in Journal gesprochen. Ähnliche s-Laute kommen im Spanischen, Katalanischen, Niederländischen und Isländischen vor, aber auch heute noch in einigen konservativen deutschen Dialekten wie dem Westfälischen, Zimbrischen und Fersentalerischen.
Die Graphie sch oder sc wird wie im Neuhochdeutschen als stimmloser postalveolarer Frikativ [ʃ] ausgesprochen, frühmittelhochdeutsch vielleicht noch als Kombination aus retrahiert apiko-alveolarem und palatalem Frikativ [s̠̺ç].
Ein z im Wortanlaut, in der Gemination oder nach einem Konsonanten wird ähnlich wie das neuhochdeutsche z als stimmlose lamino-dental alveolare Affrikate [t͡s̪] ausgesprochen.
Ein z in der Gemination oder nach einem Vokal wird ähnlich wie das neuhochdeutsche ß als stimmloser lamino-dentaler alveolarer Frikativ [s̪] ausgesprochen. Es wird auch ȥ oder ʒ geschrieben.
Im Spätmittelhochdeutschen wird stimmhaftes [z̠̺] zum heutigen stimmhaften ⟨s⟩ [z]. In vielen oberdeutschen Dialekten wurde es zu [z̥] entstimmt. Vor Konsonanten im Silbenanlaut (im Oberdeutschen überall vor Konsonanten) fällt [s̠̺] mit sch zusammen, was erst im Neuhochdeutschen im Schriftbild sichtbar wird (bei sp und st bis heute nicht). So wird spätmittelhochdeutsch s vor l, n, m, p, t, w als [ʃ] gesprochen. In allen anderen Positionen wird das stimmlose [s̠̺] im Spätmittelhochdeutschen zu ⟨ß⟩ [s] und fällt mit [s̪] zusammen. Nach /r/ wird es ab dem 14. Jahrhundert vielfach zu [ʃ] verschoben. Die neuhochdeutschen s-Laute können entweder apikal oder laminal gesprochen werden, sind aber nicht mehr retrahiert.
Das v wird am Wortanlaut als [f] gesprochen.
Der Buchstabe h wird im Wort- und Silbenanlaut als [h] gesprochen (Beispiel: hase, hûs, gesehen), im Auslaut und den Verbindungen lh, rh, hs, ht dagegen als [⁠x⁠] (hôch, naht, fuhs); er dient niemals als Dehnungszeichen.

#### Vokale
|                 | vorne | vorne  | fast vorne | fast vorne | zentral | zentral | hinten | hinten |
| kurz            | lang  | kurz   | lang       | kurz       | lang    | kurz    | lang   |        |
| geschlossen     | i ⟨i⟩ | iː ⟨î⟩ | y ⟨ü⟩      | yː ⟨iu⟩    |         |         | u ⟨u⟩  | uː ⟨û⟩ |
| halbgeschlossen | e ⟨e⟩ | eː ⟨ê⟩ | ø ⟨ö⟩      | øː ⟨œ⟩     |         |         | o ⟨o⟩  | oː ⟨ô⟩ |
| mittel          |       |        |            |            | ə ⟨e⟩   |         |        |        |
| halboffen       | ɛ ⟨ë⟩ | ɛː ⟨æ⟩ |            |            |         |         |        |        |
| fast offen      | æ ⟨ä⟩ |        |            |            | ɐ ⟨er⟩  |         |        |        |
| offen           |       |        |            |            | a ⟨a⟩   | aː ⟨â⟩  |        |        |

Die folgende Übersicht zeigt das Vokalsystem des (Normal-)Mittelhochdeutschen:
Kurzvokale: a, ë, e, i, o, u, ä, ö, ü
Langvokale: â, ê, î, ô, û, æ, œ, iu (langes ü)
Diphthonge: ei, ie, ou, öu, uo, üe
Es ist zu beachten, dass ei als [ɛɪ] zu sprechen ist (also nicht [aɪ] wie im Neuhochdeutschen, sondern wie ej oder äi, vgl. ay in Englisch day); ie ist nicht ein langes [⁠iː⁠], sondern [iə].
Die wichtigsten Unterschiede zwischen Mittelhochdeutsch und Neuhochdeutsch betreffen den Vokalismus:
- Die mittelhochdeutschen Langvokale [iː yː uː] entsprechen den neuhochdeutschen Diphthongen [aɪ ɔʏ aʊ] (neuhochdeutsche Diphthongierung). Beispiele: mîn – mein, liut – Leute, hûs – Haus
- Die mittelhochdeutschen öffnenden Diphthonge [iə yə uə] entsprechen den neuhochdeutschen Langvokalen [iː yː uː] (neuhochdeutsche Monophthongierung). Beispiele: liep – lieb, müede – müde, bruoder – Bruder
- Die mittelhochdeutschen Diphthonge [ɛɪ øu ɔʊ] entsprechen den offeneren neuhochdeutschen Diphthongen [aɪ ɔʏ aʊ] (neuhochdeutscher Diphthongwandel). Beispiele: bein – Bein, böume – Bäume, boum – Baum
- Die meisten mittelhochdeutschen Kurzvokale in offenen Silben entsprechen neuhochdeutschen gedehnten Langvokalen (Dehnung in offener Tonsilbe). Beispiele ligen – liegen, sagen – sagen, nëmen – nehmen. Diese Dehnung ist im Neuhochdeutschen jedoch in der Regel ausgeblieben vor -t sowie vor -mel und -mer. Beispiele geriten – geritten, site – Sitte, himel – Himmel, hamer – Hammer.

### Grammatik
Die wichtigsten Unterschiede zwischen Mittel- und Neuhochdeutschen sind:
- Alle mittelhochdeutschen o-Stämme treten im Neuhochdeutschen in andere Klassen über.
- Das Mittelhochdeutsche kannte keine gemischte Deklination.

#### Substantive
| Numerus  | Kasus                | 1. Klasse | 1. Klasse | 2. Klasse | 3. Klasse | 4. Klasse | 4. Klasse | 4. Klasse         |
| Numerus  | Kasus                | Maskulin  | Neutrum   | Feminin   | Feminin   | Maskulin  | Neutrum   | Feminin           |
| -------- | -------------------- | --------- | --------- | --------- | --------- | --------- | --------- | ----------------- |
| Singular | Nominativ, Akkusativ | tac       | wort      | gëbe      | zît       | gast      | blat      | kraft             |
| Singular | Dativ                | tage      | worte     | gëbe      | zîte      | gaste     | blate     | kraft oder krefte |
| Singular | Genitiv              | tages     | wortes    | gëbe      | zîte      | gastes    | blates    | kraft oder krefte |
| Plural   | Nominativ, Akkusativ | tage      | wort      | gëbe      | zît       | geste     | bleter    | krefte            |
| Plural   | Genitiv              | tage      | worte     | gëben     | zîte      | geste     | bleter    | krefte            |
| Plural   | Dativ                | tagen     | worten    | gëben     | zîten     | gesten    | bletern   | kreften           |

| Numerus  | Kasus          | Maskulin | Feminin | Neutrum |
| -------- | -------------- | -------- | ------- | ------- |
| Singular | Nominativ      | bote     | zunge   | hërze   |
| Singular | Akkusativ      | boten    | zungen  | hërze   |
| Singular | Dativ, Genitiv | boten    | zungen  | hërzen  |
| Plural   |                | boten    | zungen  | hërzen  |

#### Verben
| Numerus  | Person        | Präsens   | Präsens    | Präteritum | Präteritum |
| Numerus  | Person        | Indikativ | Konjunktiv | Indikativ  | Konjunktiv |
| -------- | ------------- | --------- | ---------- | ---------- | ---------- |
| Singular | ich           | biuge     | biege      | bouc       | büge       |
| Singular | du            | biugest   | biegest    | büge       | bügest     |
| Singular | er / siu / ez | biuget    | biege      | bouc       | büge       |
| Plural   | wir           | biegen    | biegen     | bugen      | bügen      |
| Plural   | ir            | bieget    | bieget     | buget      | büget      |
| Plural   | sie           | biegent   | biegen     | bugen      | bügen      |
| Partizip | Partizip      | biegende  | biegende   | gebogen    | gebogen    |

Imperativ der 2. Person Singular: biuc!
| Numerus  | Person        | Präsens   | Präsens    | Präteritum           |           |
| Numerus  | Person        | Indikativ | Konjunktiv | Indikativ/Konjunktiv |           |
| -------- | ------------- | --------- | ---------- | -------------------- | --------- |
| Singular | ich           | lëbe      | lëbe       | lëb(e)te             |           |
| Singular | du            | lëbest    | lëbest     | lëb(e)test           |           |
| Singular | er / siu / ez | lëbet     | lëbe       | lëb(e)te             |           |
| Plural   | wir           | lëben     | lëben      | lëb(e)ten            |           |
| Plural   | ir            | lëbet     | lëbet      | lëb(e)tet            |           |
| Plural   | sie           | lëbent    | lëben      | lëb(e)ten            |           |
| Partizip | Partizip      | lëbende   | lëbende    | gelëb(e)t            | gelëb(e)t |

Imperativ der 2. Person Singular: lëbe!
| Neuhochdeutsch  | Singular     | Singular  | Plural                     | Infinitiv                  | Präteritum                    | Partizip            |
| Neuhochdeutsch  | 1./3. Person | 2. Person | 1./3. Person               | Infinitiv                  | Präteritum                    | Partizip            |
| --------------- | ------------ | --------- | -------------------------- | -------------------------- | ----------------------------- | ------------------- |
| wissen          | weiz         | weist     | wizzen                     | wizzen                     | wisse / wësse / wiste / wëste | gewist / gewëst     |
| taugen / nützen | touc         | –         | tugen, tügen               | tugen, tügen               | tohte – töhte                 | —                   |
| gönnen          | gan          | ganst     | gunnen, günnen             | gunnen, günnen             | gunde / gonde – günde         | gegunnen / gegunnet |
| können / kennen | kan          | kanst     | kunnen, künnen             | kunnen, künnen             | kunde / konde – künde         | —                   |
| bedürfen        | darf         | darft     | durfen, dürfen             | durfen, dürfen             | dorfte – dörfte               | —                   |
| es wagen        | tar          | tarst     | turren, türren             | turren, türren             | torste – törste               | —                   |
| sollen          | sol / sal    | solt      | suln, süln                 | suln, süln                 | solde / solte – sölde / solde | —                   |
| vermögen        | mac          | maht      | mugen, mügen, magen, megen | mugen, mügen, magen, megen | mahte / mohte – mähte / möhte | —                   |
| dürfen          | muoz         | muost     | müezen                     | müezen                     | muos(t)e – mües(t)e           | —                   |

| Tempus     | Modus      | Numerus  | Person        | sîn (sein)               | tuon (tun) | wellen (wollen)   | hân (haben)                                    |
| ---------- | ---------- | -------- | ------------- | ------------------------ | ---------- | ----------------- | ---------------------------------------------- |
| Präsens    | Indikativ  | Singular | ich           | bin                      | tuon       | wil(e)            | hân                                            |
| Präsens    | Indikativ  | Singular | du            | bist                     | tuost      | wil(e) / wilt     | hâst                                           |
| Präsens    | Indikativ  | Singular | er / siu / ez | ist                      | tuot       | wil(e)            | hât                                            |
| Präsens    | Indikativ  | Plural   | wir           | birn / sîn / sint        | tuon       | wel(le)n          | hân                                            |
| Präsens    | Indikativ  | Plural   | ir            | birt / bint / sît / sint | tuot       | wel(le)t          | hât                                            |
| Präsens    | Indikativ  | Plural   | sie           | sint                     | tuont      | wel(le)nt, wellen | hânt                                           |
| Präsens    | Konjunktiv | Singular | ich           | sî                       | tuo        | welle             | habe                                           |
| Präsens    | Konjunktiv | Singular | du            | sîst                     | tuost      | wellest           | habest                                         |
| Präsens    | Konjunktiv | Singular | er / siu / ez | sî                       | tuo        | welle             | habe                                           |
| Präsens    | Konjunktiv | Plural   | wir           | sîn                      | tuon       | wellen            | haben                                          |
| Präsens    | Konjunktiv | Plural   | ir            | sît                      | tuot       | wellet            | habet                                          |
| Präsens    | Konjunktiv | Plural   | sie           | sîn                      | tuon       | wellen            | haben                                          |
| Präteritum | Indikativ  | Singular | ich           | was – wâren              | tët(e)     | wolte / wolde     | hâte / hate / hæte / hête / hete / het / hiete |
| Präteritum | Indikativ  | Singular | du            | was – wâren              | tæte       | wolte / wolde     | hâte / hate / hæte / hête / hete / het / hiete |
| Präteritum | Indikativ  | Singular | er / siu / ez | was – wâren              | tët(e)     | wolte / wolde     | hâte / hate / hæte / hête / hete / het / hiete |
| Präteritum | Indikativ  | Plural   | wir           | was – wâren              | tâten      | wolte / wolde     | hâte / hate / hæte / hête / hete / het / hiete |
| Präteritum | Indikativ  | Plural   | ir            | was – wâren              | tâtet      | wolte / wolde     | hâte / hate / hæte / hête / hete / het / hiete |
| Präteritum | Indikativ  | Plural   | sie           | was – wâren              | tâten      | wolte / wolde     | hâte / hate / hæte / hête / hete / het / hiete |

- Die Formen von gân/gên „gehen“ und stân/stên „stehen“ entsprechen im Präsens denen von tuon. Im Präteritum steht gie(nc) zu gân/gên.
- lân „lassen“ wird im Präsens konjugiert wie hân. Im Präteritum steht lie(z).
- tuon hat im Präteritum Konjunktiv die Formen: tæte, tætest usw.

### Weitere Merkmale
- Keine allgemeine Großschreibung von Substantiven (im Mittelhochdeutschen wurden nur Namen großgeschrieben).
- Auslautverhärtung wird grafisch gekennzeichnet (mittelhochdeutsch tac – tage entspricht neuhochdeutsch Tag – Tage).

### Textprobe
| Beginn des Nibelungenlieds* | Übersetzung |
| --- | --- |
| Uns ist in alten mæren wunders vil geseit von helden lobebæren, von grôʒer arebeit, von fröuden, hôchgezîten, von weinen und von klagen, von küener recken strîten muget ír nu wunder hœren sagen. Eʒ wuohs in Burgonden ein vil edel magedîn, daʒ in allen landen niht schœners mohte sîn, Kriemhilt geheiʒen: si wart ein scœne wîp. dar umbe muosen degene vil verliesen den lîp. | Uns wurde in alten Erzählungen viel Wundersames gesagt von ruhmreichen Helden, von großem Leid, von Freuden, Festen, von Weinen und von Klagen, vom Kampf kühner Recken sollt ihr nun Wunder hören sagen. Es wuchs in Burgund ein sehr feines Mädchen heran, dass in allen Ländern kein schöneres sein konnte, Kriemhild geheißen: Sie wurde eine schöne Frau. Deswegen mussten viele Kämpfer ihr Leben verlieren. |

*in standardisiertem Mittelhochdeutsch
| Aus dem Artusroman Iwein (2. Hälfte des 12. Jahrhunderts) des Hartmann von Aue* | Übersetzung |
| --- | --- |
| Swer an rehte güete wendet sîn gemüete, dem volget sǣlde und êre. des gît gewisse lêre künec Artûs der guote, der mit rîters muote nâch lobe kunde strîten. er hât bî sînen zîten gelebet also schône daz er der êren krône dô truoc und noch sîn name treit. des habent die warheit sîne lantliute: sî jehent er lebe noch hiute: er hât den lop erworben, ist im der lîp erstorben, sô lebet doch jemer sîn name. er ist lasterlîcher schame iemer vil gar erwert, der noch nâch sînem site vert. | Wer seinen Sinn auf das wahre Gute richtet, der erfährt Glück und Ehre. Das lehrt uns klar der edle König Artus, der mit dem Sinn eines Ritters nach Lob zu streben wusste. Er hat zu seinen Zeiten so vorbildlich gelebt, dass er den Kranz der Ehren damals trug, wie ihn noch jetzt sein Name trägt. Das bezeugen seine Landsleute: Sie sagen, er lebe heute noch. Er hat sich Ruhm erworben, sodass noch immer sein Name lebt, auch wenn er selber gestorben ist. Von schimpflicher Schande ist für immer frei, wer noch handelt wie er. |

*in standardisiertem Mittelhochdeutsch

### Wörterbücher und sprachwissenschaftliche Projekte
- Mittelhochdeutsch in der World Loanword Database
- Mittelhochdeutsche Begriffsdatenbank
- Fabian Bross: Mittelhochdeutsche Kurzgrammatik (PDF, 295 KiB)
- Tomas Tomasek u. a.: Mittelhochdeutsche Metrik Online, Münster.
- Gerhard Köbler: Mittelhochdeutsches Wörterbuch, 2007.
- Gerhard Köbler: Online-Wörterbuch Wikiling Mittelhochdeutsch (und andere alte Sprachen)
- Hermann Reichert: Nibelungenlied-Lehrwerk. Sprachlicher Kommentar, mittelhochdeutsche Grammatik, Wörterbuch. Passend zum Text der St. Galler Fassung („B“) (PDF, 5,4 MiB)
- Joseph Wright: A Middle High German Primer with Grammar, Notes, and Glossary, Clarendon Press, Oxford 3. Aufl. 1917. e-Text und Seitenscans, Digitalisat bei archive.org
- Sabine Obermaier (unter Mitarbeit von Vera Krzepek): Online-Kurs Mittelhochdeutsch aktiv (Webseite der JGU Mainz)
- Referenzkorpus Mittelhochdeutsch, hg. v. Klaus-Peter Wegera, Thomas Klein, Claudia Wich-Reif u. Stefanie Dipper, [1990-2021].

### Sonstiges
- www.mediaevum.de Das altgermanistische Internetportal: Mittelalterliche Literatur u. v. m. im Internet
- Mittelhochdeutsche Hörliteratur
- Albert K. Wimmer: Anthology of Medieval German Literature, synoptically arranged with contemporary translations, 3. A. 1998, Notre Dame, USA.